# Domenico Beccafumi
Domenico di Jacopo di Pace, detto comunemente il Beccafumi o, più in antico, Mecherino (Monteaperti, 1486 – Siena, 18 maggio 1551), è stato un pittore e scultore italiano.

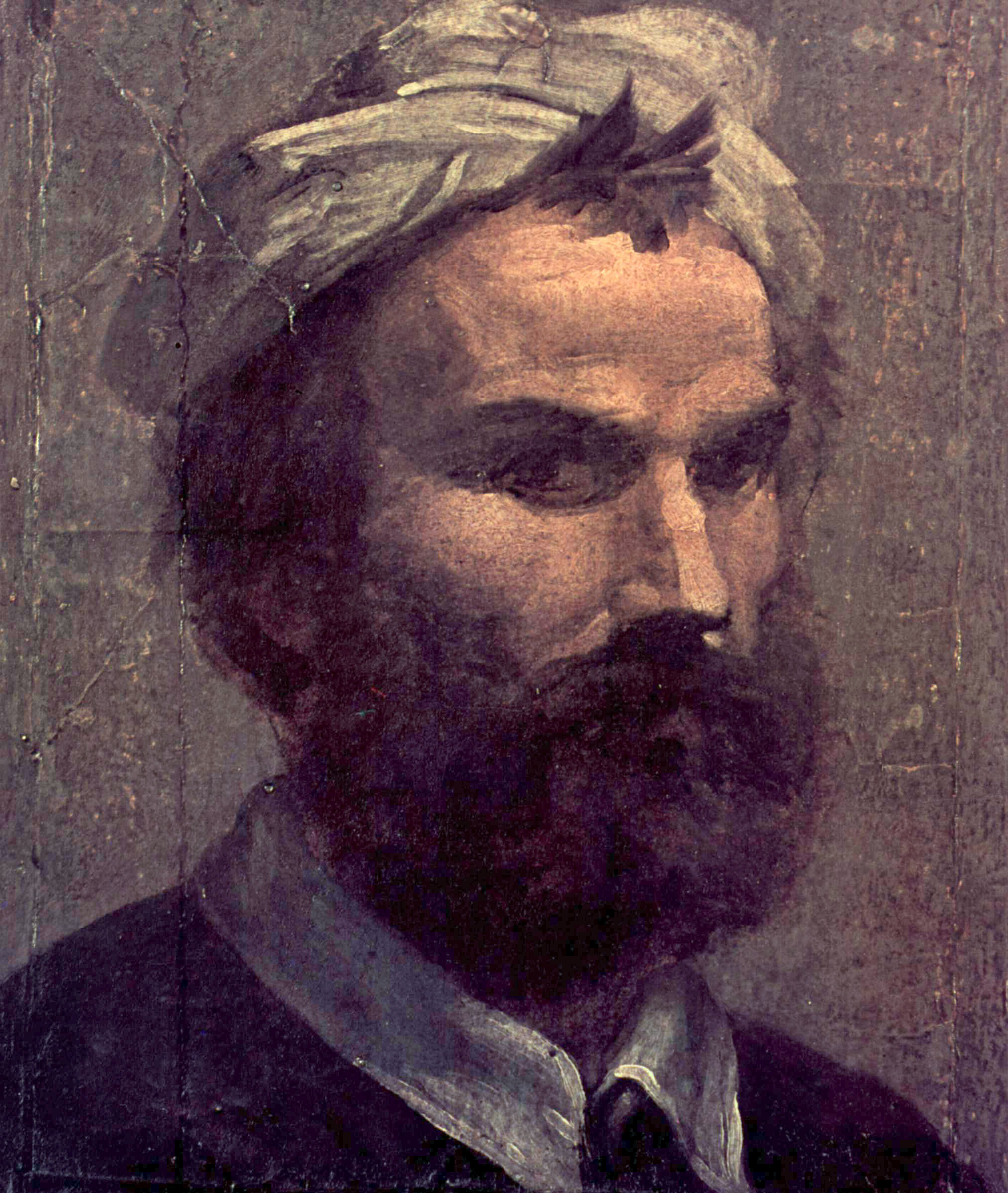
Autoritratto, 1525 - 1530, Firenze, Uffizi

Tra i più importanti e riconoscibili fondatori del cosiddetto manierismo, fu anche, accanto al Sodoma (che pure era forestiero), l'ultimo artista di grande influenza della scuola senese.

## Biografia

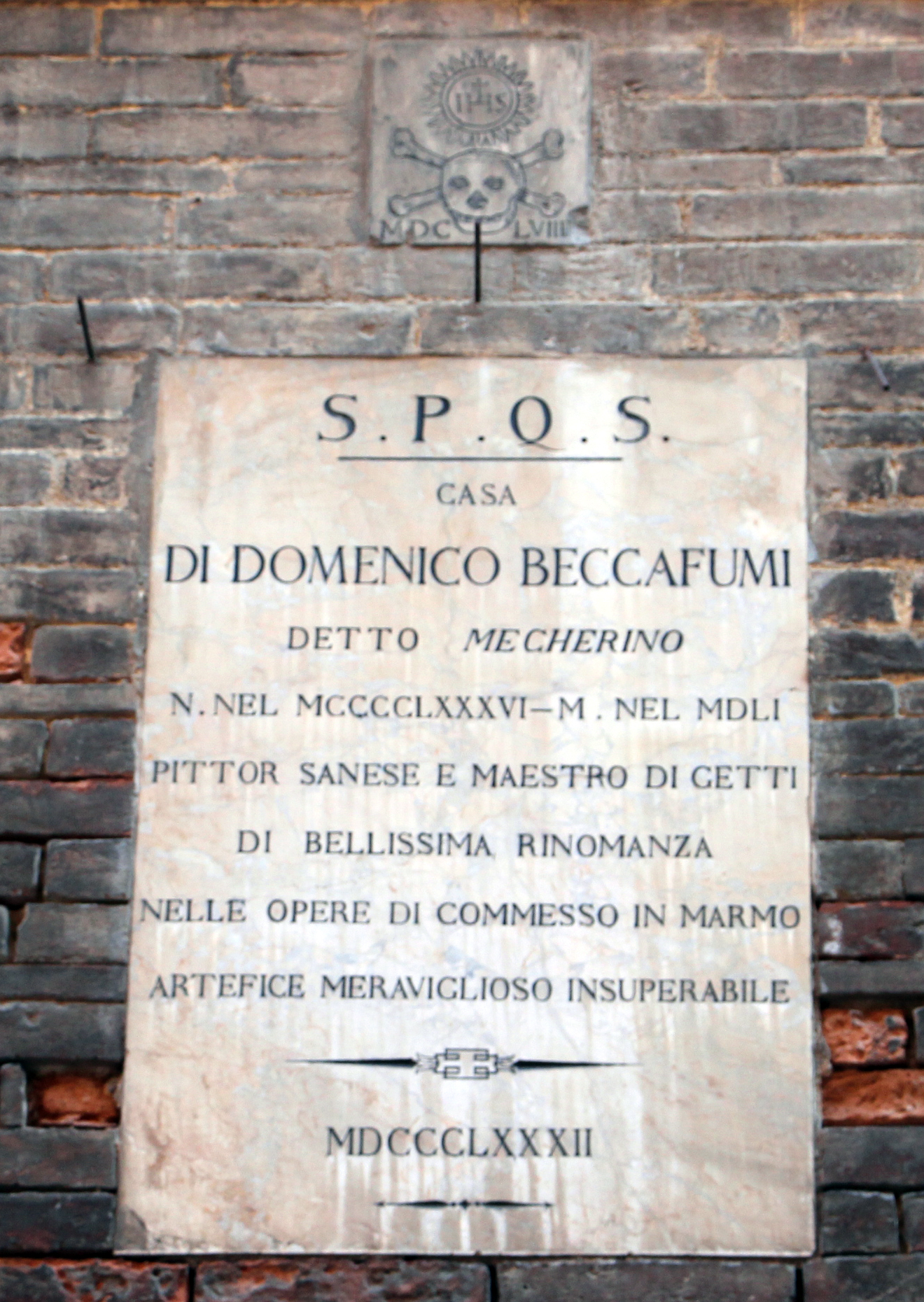
Lapide sulla casa del Beccafumi nell'attuale via Tito Sarrocchi a Siena

La ricostruzione della biografia del Beccafumi, che mai firmò o datò un'opera, si basa su alcuni documenti e su alcune biografie antiche, tra le quali spicca quella che gli dedicò Giorgio Vasari nella seconda edizione delle Vite (1568); anche nella prima edizione tuttavia (1550), quando l'artista era ancora vivente, viene più volte citato. Vasari conobbe direttamente l'artista e ne fu amico (a lui chiese, ad esempio, notizie sulla vita di Jacopo della Quercia), descrivendone le opere fondamentali e trascrivendo molte informazioni ottenute di prima mano. Altre precisazioni derivarono da altre conoscenze comuni, quali Baldassarre Peruzzi e l'orafo Giuliano di Niccolò Morelli.
Altri scrittori ed eruditi successivi si occuparono del Beccafumi, pubblicando un insieme corposo di notizie e documenti, quali l'Urgieri nel XVII secolo, Della Valle nel XVIII, Romagnoli, Milanesi, Borghesi e Banchi nel XIX.

### Origini

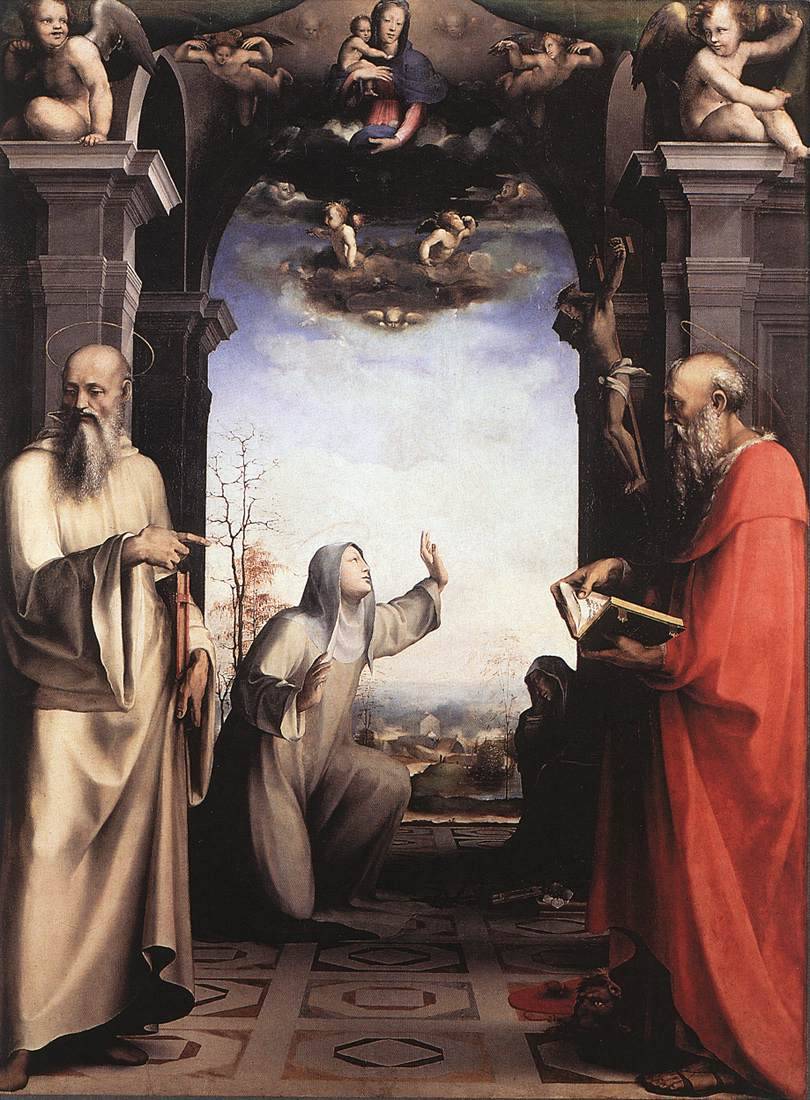
Stimmate di santa Caterina, 1515 circa, Siena, Pinacoteca Nazionale

La data di nascita viene estrapolata per calcolo: se Vasari ricordò che alla morte, nel 1551, aveva 65 anni, l'anno di nascita dev'essere il 1486, anno più anno meno. Il luogo di nascita era un podere nei dintorni di Siena, quasi certamente a Pian delle Cortine, presso il torrente Biena a Monteaperti.
La sua famiglia era contadina: il padre si chiamava Giacomo (o Jacopo) di Pace e fu al servizio di Lorenzo Beccafumi, notabile di origine fiorentina. Questi, avendo intuito il talento artistico del figlio Domenico, gli fece studiare pittura presso un pittore senese rimasto sconosciuto, definito "di non molto valore" da Vasari, ma in possesso di disegni "di pittori eccellenti". Preso il cognome dal suo primo protettore, fu noto a lungo col soprannome di Mecherino o Meccherino, che gli derivava probabilmente dalla sua piccola statura.

### Formazione
Il Vasari, attesta che a Siena studiò il Perugino, attivo in commissioni in città dal 1502 al 1509, ammirando le sue due tavole allora esistenti in loco: la Crocifissione della chiesa di Sant'Agostino e una pala da tempo distrutta nella chiesa di San Francesco.
Non vi sono tuttavia tracce evidenti degli stilemi perugineschi nelle sue prime opere, in cui saltano invece all'occhio i riflessi della coeva pittura fiorentina: Fra' Bartolomeo, Mariotto Albertinelli, Piero di Cosimo e anche lo spagnolo Alonso Berruguete, presente a Firenze nel 1508 e considerato uno dei primi, se non il primo, manierista. È alquanto verosimile quindi, pur nella mancanza di documentazione, e nel silenzio di Vasari, che anche prima del 1510 Beccafumi dovette recarsi nel capoluogo toscano, magari per conto del suo protettore, in missioni ufficiali.

### A Roma

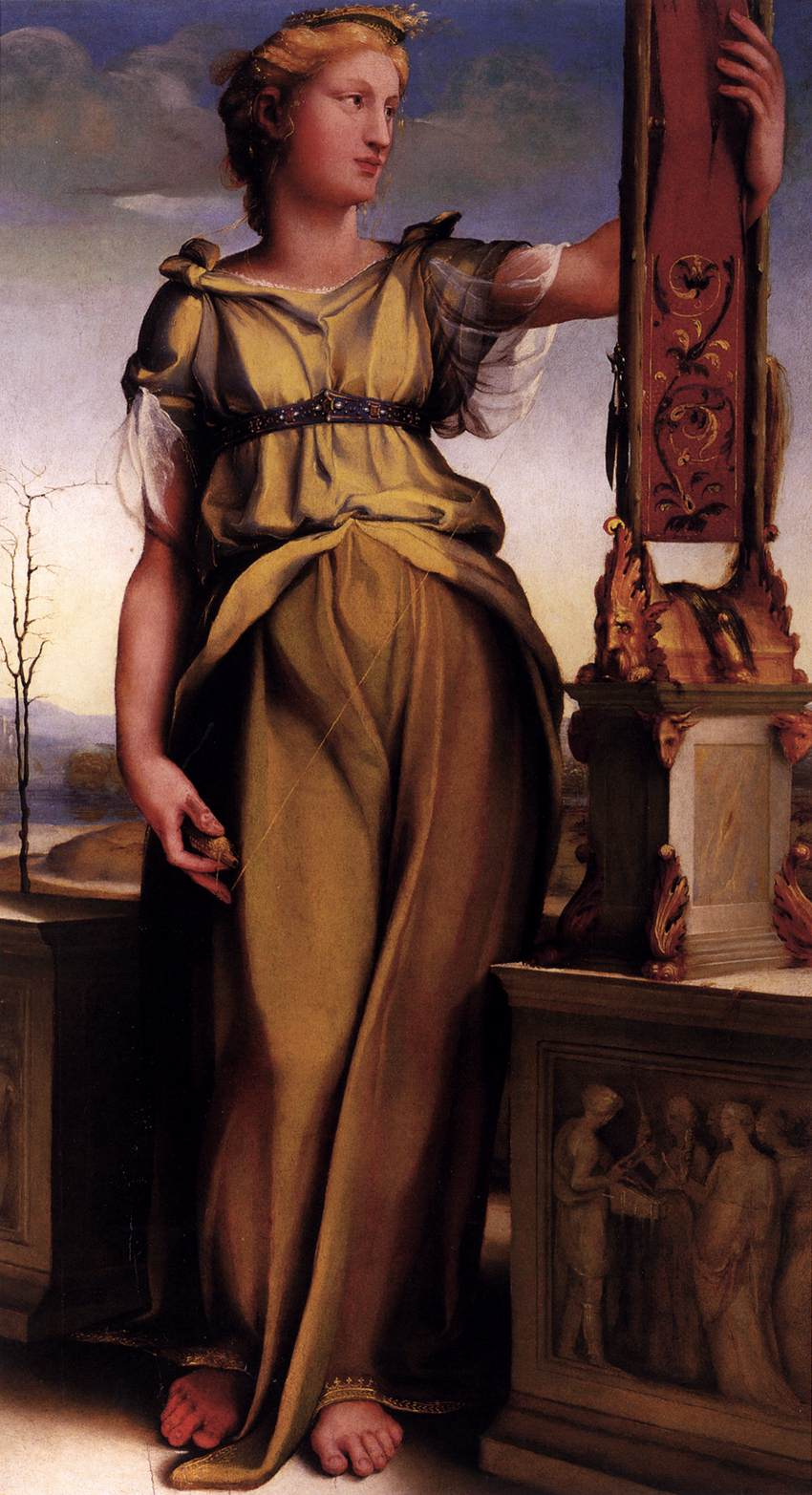
Penelope, olio su tavola, 1514, Seminario Patriarcale, Venezia

Intorno al 1510 Domenico andò a Roma per arricchire la sua istruzione con lo studio delle opere lì conservate, in particolare di Michelangelo, che stava ancora affrescando la volta della cappella Sistina, completata nell'ottobre del 1512, e gli affreschi vaticani della Stanza della Segnatura di Raffaello, terminati nel 1511.
Abitava insieme con un pittore non identificato e studiò, secondo il Vasari, anche le "statue e i pili antichi"; essendo rimasto a Roma per almeno due anni, dovette certo frequentare il conterraneo Peruzzi, da quasi dieci anni a Roma. Secondo il Vasari, il Beccafumi decorò la facciata di una casa imprecisata del Borgo, presso il Vaticano, con uno stemma di Giulio II (morto nel 1513): una commissione che testimonia l'avvio di una vera e propria carriera artistica.

### Rientro a Siena
La morte di Pandolfo Petrucci nel 1512 e il cambio di governo che forse aveva messo in difficoltà Lorenzo Beccafumi convinsero l'artista a tornare presto a Siena, più o meno in contemporanea al piemontese Sodoma, senese d'adozione fin dal 1500. I due dovettero influenzarsi reciprocamente, sviluppando quanto visto a Roma in uno stile più originale e moderno. Beccafumi, più giovane, guardò maggiormente all'amico in questa fase formativa e contemporaneamente approfondì lo studio dell'anatomia umana esercitandosi spesso a disegnare ignudi.
Nella sua città, alla fine del 1512, cominciò ad affrescare la cappella della Madonna del Manto, nell'ospedale di Santa Maria della Scala, dove resta, deteriorata, solo una lunetta con l'affresco dell'Incontro di Gioacchino e Anna alla Porta Aurea. La commissione da parte della prestigiosa istituzione cittadina testimonia la crescente considerazione del suo lavoro in città. Per l'altare della cappella eseguì il Trittico della Trinità: primo dipinto su tavola pervenutoci dal pittore, si compone di tre pannelli con le rappresentazioni dei Santi Cosma e Giovanni Battista, a sinistra, della Trinità al centro e dei Santi Giovanni evangelista e Damiano a destra; anche se vi si individuano, a parte evidenti squilibri compositivi, influssi da Fra' Bartolomeo, Filippino Lippi e dal Sodoma, l'impronta stilistica nettamente manieristica è già pienamente individuale, nell'inquieto movimento delle figure fortemente caratterizzate e nei violenti contrasti cromatici.
Nel 1513, mentre Sodoma decorava la facciata di Palazzo Bardi, Beccafumi, in competizione ideale, realizzava quella di palazzo Borghesi, nella stessa piazza della Postierla, opere completamente perdute; un suo disegno dell'opera mostra richiami alle soluzioni di Raffaello e di Baldassarre Peruzzi.

### La ricerca manieristica

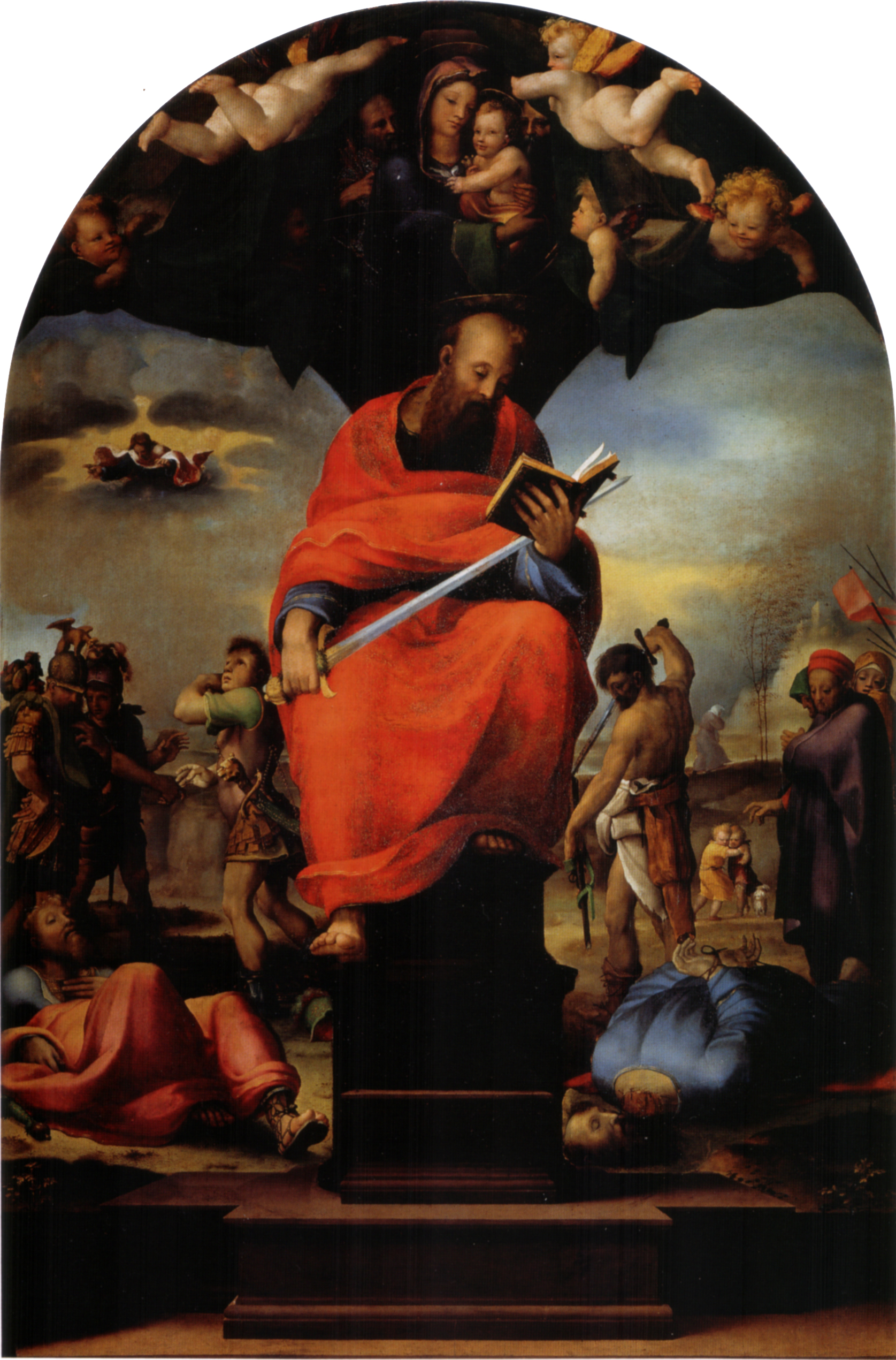
San Paolo in trono, 1515 circa, Siena, Museo dell'Opera della Misericordia

Nel 1515 circa dipinse per la Corte degli Uffiziali di Mercanzia il San Paolo in trono, oggi nel Museo dell'Opera del Duomo e già nella distrutta chiesa di San Paolo. Ai lati dell'Apostolo, seduto in un trono incongruo, sono rappresentate le scene della Conversione e della Decapitazione. Numerosi sono i riferimenti individuati dagli studiosi nell'originale composizione anticlassica: il santo richiama le figure michelangiolesche dei Profeti della Sistina, mentre le figure di fondo sono accostate a Dürer e a Piero di Cosimo.
Oggi nella Pinacoteca senese ma eseguita verso il 1515 per il monastero delle benedettine di Monte Oliveto è la pala delle Stigmate di santa Caterina da Siena, opera che consacrò la sua fama, con un morbido paesaggio raffaellesco tradotto nell'eccentricità che gli è ormai propria. "È una pietra angolare per il primo Manierismo toscano: per la novità del rapporto tra figure e spazio, per il contrapposto della santa in piena luce e la donna incappucciata in ombra, per l'alto cielo che brumosa, misteriosa campagna a cui porta, come per allontanarla, la prospettiva tesa del pavimento. È già manifesta l'intenzionalità religiosa, l'alternativa oratoria di speranza e minaccia che caratterizza tutta l'opera del Beccafumi" che si manifesta anche "nelle accelerazioni e scivolate prospettiche, nell'addensarsi e diradarsi della caligine, nel modo con cui la luce aderisce alle figure, discioglie la cera dei volti, trapassa di tono, forma aloni, dissolvenze, diradamenti" (Argan).
A quasi trent'anni, orfano ormai di padre, l'artista godeva già di una notevole fama e di un certo benessere economico, testimoniato dall'acquisto di una casa, nel 1515, in via de' Maestri (oggi via Tito Sarrocchi), nella quale visse per tutta la vita: la facciata di gusto manieristico venne probabilmente disegnata da lui stesso. L'anno dopo comprò un podere nel comune di Tressa.
Già attribuita al Bachiacca da Adolfo Venturi, la Sacra Famiglia di Monaco, datata variamente dal 1515 al 1525, è stata restituita al Beccafumi da tutta la critica successiva che l'ha riconosciuta come una delle opere più significative nella sua meditazione della lezione di Leonardo, rapportata alla moderna cultura figurativa fiorentina.
L'affermazione come il migliore artista in città fu suggellata nel 1517 dall'avvio della collaborazione con il massimo organismo religioso della città, il cantiere del Duomo, dove cominciò con il fornire i cartoni per la decorazione del pavimento, proseguendo poi per tutta la vita.

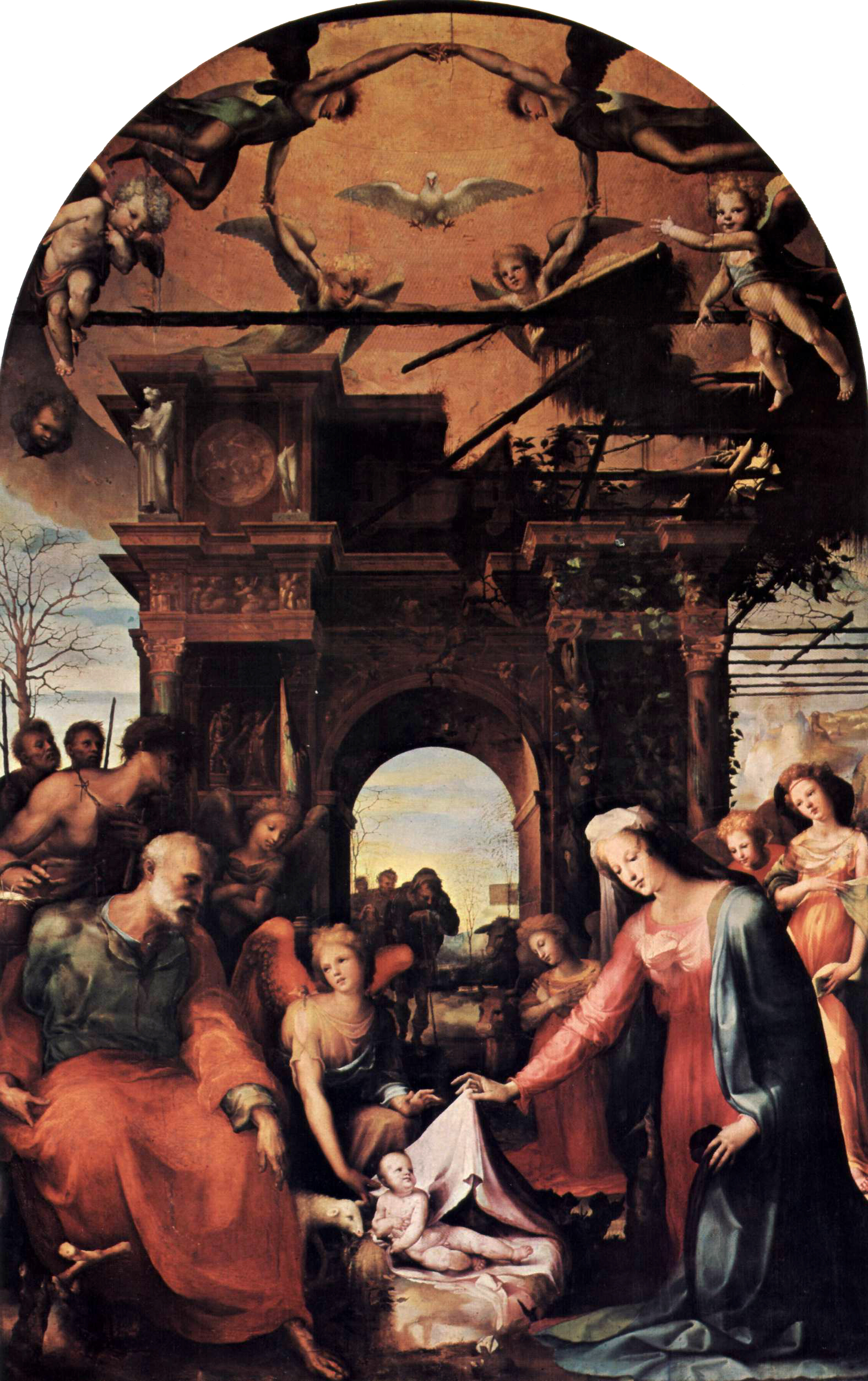
Natività, 1524 circa, Siena, chiesa di San Martino

Il 31 dicembre 1518 gli vennero pagati gli affreschi dello Sposalizio e del Transito della Vergine nell'oratorio di San Bernardino, accanto alle composizioni del Sodoma e di Girolamo del Pacchia. Tali lavori mostrano la continuazione di una ricerca espressiva originale, nella mescolanza di elementi tratti dalla tradizione senese con la modernità fiorentina e romana.
Nel marzo 1519 riceve dall'Opera del Duomo di Siena i primi pagamenti per cinque cartoni relativi alla decorazione del pavimento con le Storie di Elia e di Acab, inserite nel grande esagono sottostante la cupola. Ne riceverà l'ultimo pagamento il 18 giugno 1524; se la generale impostazione si rifà agli arazzi e alle decorazioni di Raffaello delle Logge vaticane, le ampie proporzioni richiamano l'insegnamento di Michelangelo.

### La svolta degli anni venti

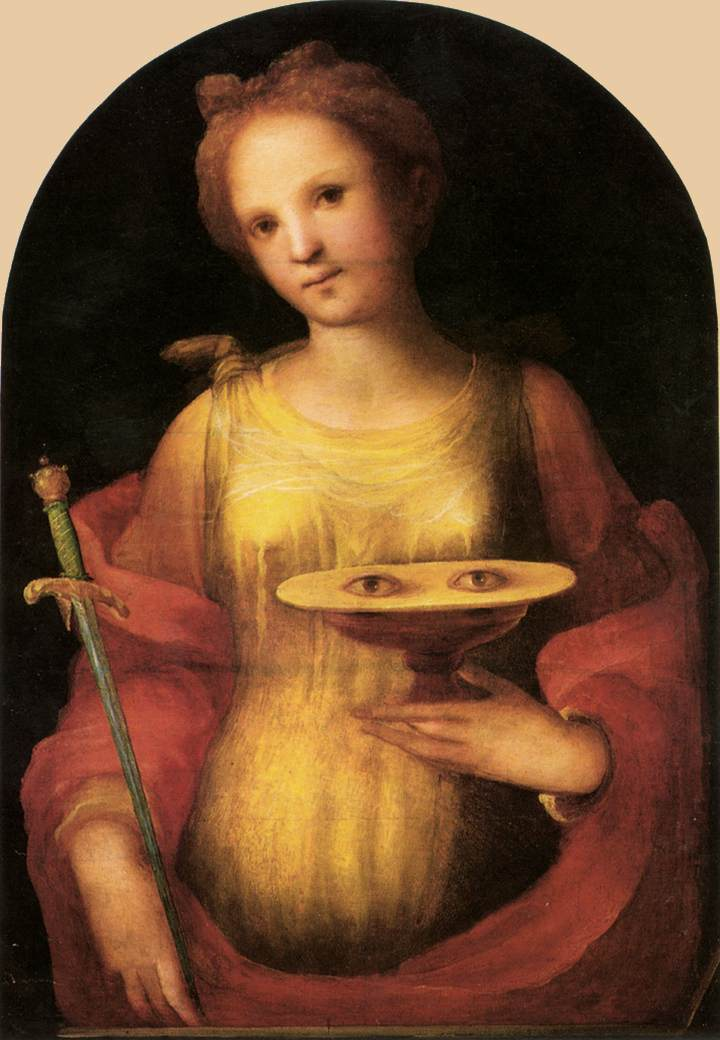
Santa Lucia, 1521, Pinacoteca Nazionale di Siena

Un secondo viaggio a Roma verso il 1520, ad aggiornarsi sulle ultimissime novità, è dunque pressoché dato per certo da parte degli studiosi, a giudicare da richiami evidenti alle Logge di Raffaello nei disegni per il pavimento del Duomo di Siena e altre opere di grafica.
Intorno al 1521 dovrebbe risalire il suo matrimonio con una certa Andreoccia, dalla quale ebbe un figlio l'anno successivo, Adriano, e una figlia. Probabilmente durante la pestilenza del 1527 rimase vedovo, e si risposò in seguito con Caterina, figlia del libraio Angelo Catànei, dalla quale ebbe due figlie: Ersilia (n. 1591) e Polìfile che divenne suora gesuita col nome di suor Cecilia. In quegli anni godeva della stima dei suoi concittadini, che in più di un'occasione richiesero la sua valutazione per stabilire il compenso di alcuni colleghi, quali Girolamo di Benvenuto, il Brescianino, il Pacchiarotto e lo stesso Sodoma.
A proposito della grande pala della Natività nella chiesa senese di San Martino, del 1524 circa, Vasari osservò che "cominciò Domenico a far conoscere a coloro che intendevano qualche cosa, che l'opere sue erano fatte con altro fondamento che quelle del Sodoma". In effetti, se la pala mostra riferimenti, nell'aspetto compositivo, alla Natività di Francesco di Giorgio nella chiesa di San Domenico, la tradizione figurativa senese viene aggiornata da Beccafumi all'esperienza tosco-romana ove però "le forme acquistano un significato nuovo, uno spirito di irrealtà che, costituendo il lato più vitale della visione del pittore, infirma i presupposti di classica armonia sui quali si impernia la composizione" (Sanminiatelli). È stata notata anche la possibilità che il primo pastore, raffigurato a sinistra, sia un suo autoritratto.
A questo intenso periodo appartengono i cartoni per il grande pannello di Mosè che fa scaturire le acque nel pavimento del Duomo di Siena (1525) e lo Sposalizio mistico di santa Caterina da Siena (1528), già nella chiesa di Santo Spirito e oggi nella collezione Chigi-Saracini.

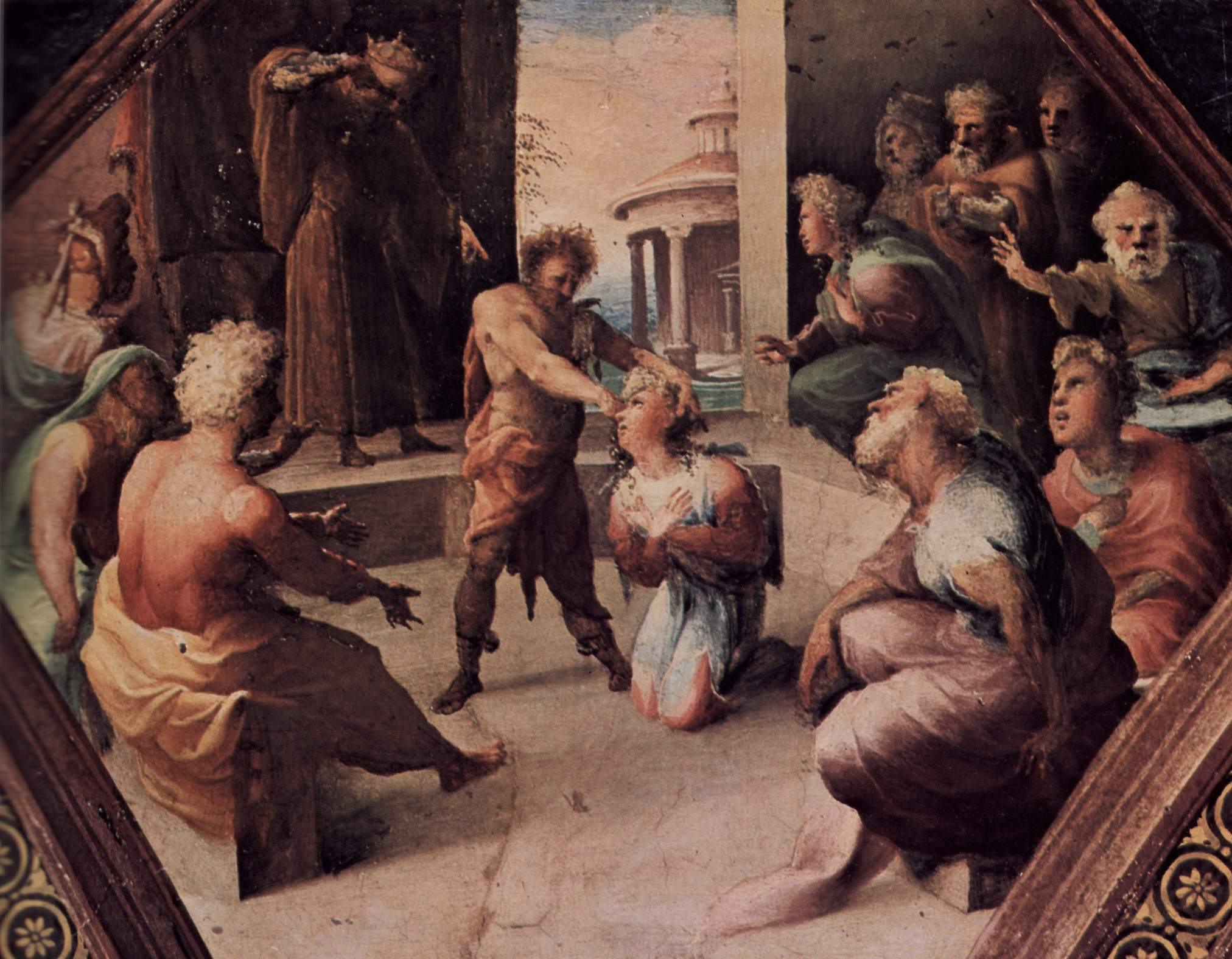
Il sacrificio di Seleuco di Locri, 1524-1530, Siena, palazzo Bindi Sergardi

Variamente datati dal 1524 al 1530, gli affreschi che decorano la volta di una sala del palazzo Agostini, poi Bindi Sergardi e oggi Casini-Casuccini, sono tra le maggiori espressioni della sua arte. Al centro, due grandi riquadri, con Zeusi che ritrae Elena e la Continenza di Scipione, che simulano arazzi coprenti illusorie aperture del soffitto, di tonalità a pastello, sono circondati da sei ottagoni con episodi di storia romana tratti da Valerio Massimo e da dieci tondi con rappresentazioni mitologiche tratte da Ovidio, che mostrano un cromatismo più acceso e contrastato.
Di grande libertà espressiva e per questo giudicata dal Vasari come un'opera in cui Beccafumi "andò come capriccioso, pensando a una nuova invenzione per mostrare la virtù e i bei concetti dell'animo suo", è il San Michele che scaccia gli angeli ribelli, concepita per la chiesa di San Nicolò al Carmine e ora nella Pinacoteca senese. Poco dopo il Beccafumi compose una seconda e diversa versione, più classicamente composta nella definizione dei volumi ma con i tipici effetti di luce e le fosforescenze del colore.

### Gli anni trenta

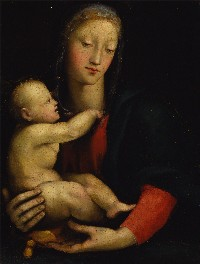
Madonna Bellanti, 1520s, Pinacoteca Nazionale di Siena

Il 5 aprile 1529 il Comune di Siena gli affidò la decorazione delle pareti e del soffitto della Sala del Concistoro in Palazzo Pubblico, da terminare in diciotto mesi e con un compenso di 500 ducati; fece da garante Antonio, figlio dello scomparso Lorenzo Beccafumi e, membro del Concistoro. In realtà gli affreschi, limitati alla volta della Sala e al fregio sottostante, furono terminati nel 1535, a causa di vari fattori che causarono il ritardo: le incerte condizioni politiche, il lavoro al pavimento del Duomo e una sua permanenza a Genova.
Nel 1536 prese parte alle decorazioni e agli apparati per la venuta di Carlo V in città (23 aprile), comprendente un monumento equestre in cartapesta che era mobile e pare fosse bellissimo: in quell'occasione aveva conosciuto il principe Andrea Doria che, rimasto ammirato del suo lavoro, lo volle a Genova per lavorare alla sua Villa del Principe a fianco di Perin del Vaga, il Pordenone e Girolamo da Treviso. La data del soggiorno genovese, i cui frutti sono oggi pressoché illeggibili, è variamente datata, tra il 1536-37 (prima del completamento della Pala di San Bernardino), oppure tra il 1541 e il 1543, subito dopo un breve soggiorno a Pisa il 22 febbraio 1541. Vasari ricordò che Beccafumi aveva fatto aspettare a lungo il principe Doria, e che non si trattenne molto a corte perché non ne amava i modi essendo "avvezzo a viver libero".
A Pisa, Beccaufmi aveva già inviato due pale tra la fine del 1537 e l'inizio del 1538 (Adorazione del Vitello d'oro e Castigo del fuoco) e quattro tavole con gli Evangelisti (1539). Tutte opere dipinte a Siena, dove si impegnò anche nella decorazione del cataletto della compagnia di Sant'Antonio Abate (o della Misericordia), oggi alla Pinacoteca nazionale di Siena.

### Gli anni quaranta

Annunciazione, 1546 circa, Sarteano, chiesa di San Martino

Nel 1541, nel passaggio per Pisa a cui si è accennato, l'artista andò a vedere, con l'amico Battista del Cervelliera, i lavori di Giovanni Antonio Sogliani nella Primarziale. Gli Operai pisani volevano da lui altre opere, ma stavolta non acconsentirono a farsele spedire da Siena, per cui l'artista soggiornò per un po' in città dipingendo una Madonna e santi che andò distrutta da un incendio. A detta di Vasari era però un'opera scadente ed esprimendo il suo biasimo al pittore, il Beccafumi si scusò riferendo come "fuori dell'aria di Siena non gli pareva saper fare alcuna cosa".
Dovette seguire un nuovo viaggio a Roma. Il Moroni (1840) riportò come l'artista fu tra i fondatori dell'Accademia dei Virtuosi al Pantheon nel 1543, notizia poi confermata dal ritrovamento di documenti in cui l'artista è indicato come "nuovo congregato" durante la prima adunanza del 1º gennaio 1543. In quell'occasione vide sicuramente il Giudizio Universale di Michelangelo, scoperto nel Natale del 1541, e altri lavori di quel periodo.
L'anno dopo era comunque a Siena, dove finiva di dipingere l'abside del Duomo. Iniziati nel 1535, gli affreschi furono descritti dal Vasari e comprendevano, nel catino absidale in alto, un'Ascensione e una Gloria d'angeli, al centro una Madonna con i santi Pietro e Giovanni (in realtà è probabile che quest'ultimo fosse san Paolo) e lateralmente due gruppi di cinque apostoli ciascuno, sovrastati da angeli in volo, il tutto tra notevoli stucchi dorati. Un terremoto danneggiò gravemente nel 1798 gli affreschi: restano, con pesanti ridipinture effettuate da Francesco Mazzuoli nel 1812, la Gloria d'angeli, i due gruppi di apostoli e i due angeli. Opera giudicata negativamente dal Vasari e da altri, per la critica moderna spiccano invece in forza e libertà compositiva, applicata ai modelli michelangioleschi.
Nel 1544 l'Opera del Duomo gli versò dunque il saldo degli affreschi e il compenso per il fregio, in marmo graffito, che decora con storie bibliche il pavimento antistante l'altare maggiore: di poco più tardo è il Sacrificio d'Isacco (completato nel 1546), un grande riquadro pavimentale, di notevole effetto per l'inserzione di molti tasselli marmorei di diverse tonalità.

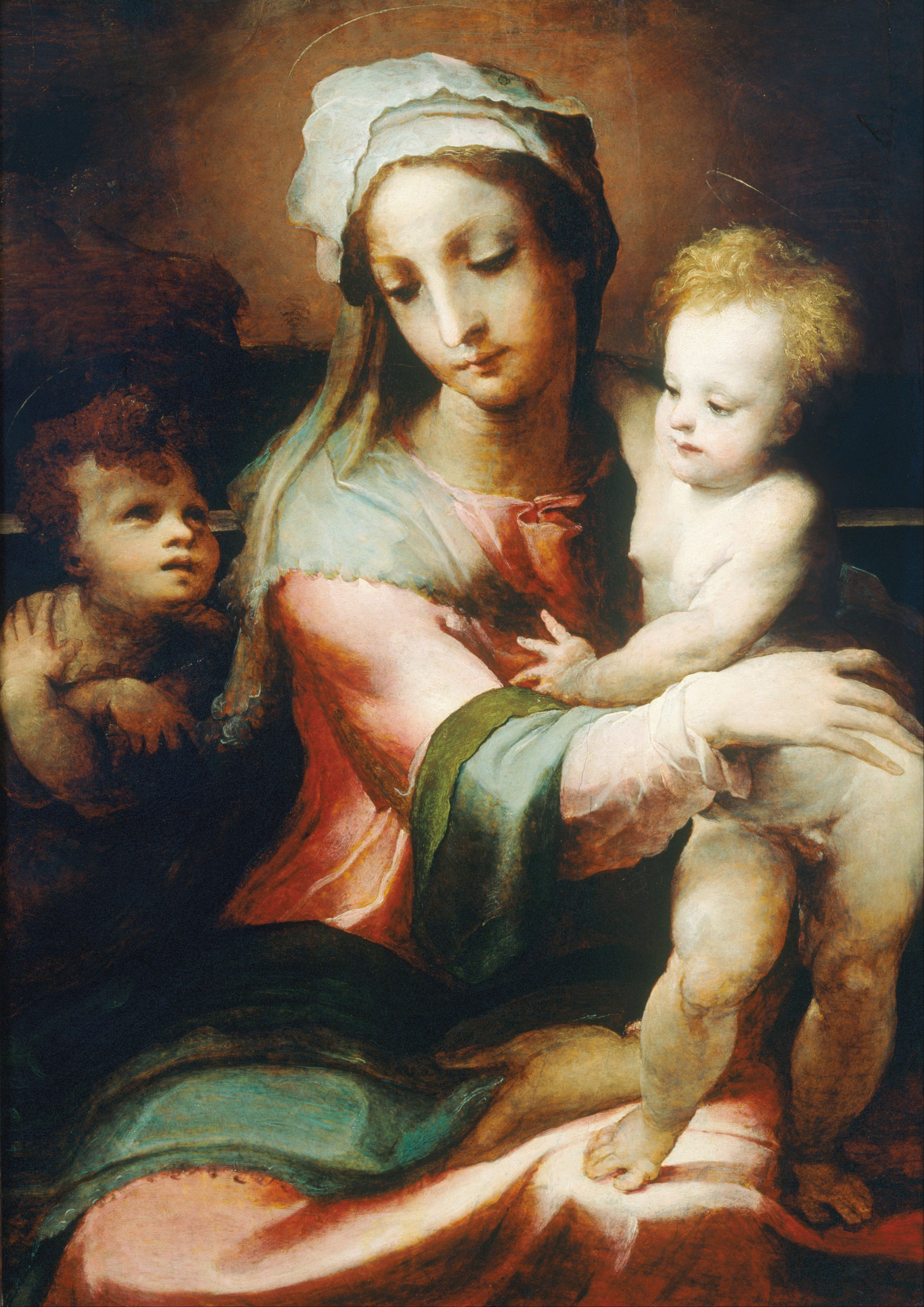
Madonna col Bambino e san Giovannino, 1542 circa, Art Gallery del New South Wales

È tra le sue ultime opere l'Annunciazione di Sarteano, di alta qualità cromatica e luministica: completata nel 1546, due anni dopo ne reclamava ancora il pagamento.
A sessant'anni, sentendosi ormai vecchio, scriveva nella portata al catasto che "trovomi vecchio" e che aveva "la donna, 3 figlie femmine e uno figlio mastio", raccomandandosi "a vostre Signorie". Il maschio era quell'Adriano avuto dal primo matrimonio, garzone di pizzicagnolo e "fischiatore" (cioè richiamo per gli uccelli durante la caccia), che era tanto scialacquatore quanto il padre era accorto.
Negli ultimi anni si era dato, pare, alle incisioni xilografiche con legni a più matrici, di cui ci sono pervenute dieci composizioni riguardanti l'alchimia (presente del resto in maniera allusiva in gran parte della sua produzione), le quali forse dovevano fungere da illustrazioni al De la pirotechnia di Vannoccio Biringuccio. Nel 1548 gli è attribuita una tavoletta di Biccherna.
Unica testimonianza della sua attività di scultore sono gli otto Angeli reggicandelabro, in bronzo, alti 150 centimetri; composti dal 1547 al 1551, non particolarmente apprezzati dalla critica, essi mostrano l'adesione di Domenico alla tradizione plastica senese. Dimostrano in ogni caso come l'artista in età avanzata amasse ancora sperimentare nuove tecniche, anche se difficili e impegnative come la fusione a cera persa.
L'ultimo acconto documentato per i suoi Angeli risale al 14 gennaio 1551; il 15 maggio l'Opera del Duomo paga al figlio Adriano "la sepoltura di esso Domenico". Si ricorda come alle sue esequie parteciparono "tutti gli artefici della sua città".
Vasari lo ricordò con affetto, descrivendo un carattere schivo, non amante della politica e della vita ufficiale, ma preso dall'amore per il proprio lavoro: «era un uomo capricciosissimo, e gli riusciva ogni cosa».

## Fortuna critica

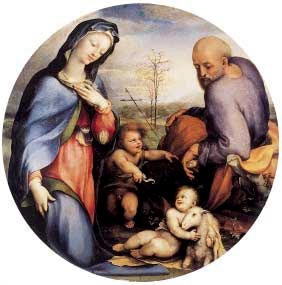
Sacra Famiglia con san Giovannino, 1515-1525, Monaco, Alte Pinakothek

Apprezzato dal Vasari, che ne loda le capacità di invenzioni prospettiche e i "riverberi molto artifiziosi" dei suoi colori, pur con riserve - l'"ariaccia di volti spaventata" - riguardo all'espressività delle sue figure, il giudizio si raffredda nei tre secoli successivi, nel raffronto costante con l'opera classicheggiante del Sodoma: così per il Della Valle "il principal merito di Meccherino consistendo in una certa energia d'immaginare copiosamente, e di esprimersi con facilità in aria gaja e brillante" e per quanto "non possa mettersi del paro con Sodoma, ha però il suo gran merito per esser posto vicino ai grandi Maestri".
Mentre gli studiosi dell'Ottocento arricchiscono di documenti la biografia del pittore, del clima positivista risente lo studio del Guaita che crede di individuare in una presunta turba visiva del Beccafumi le caratteristiche del suo cromatismo.

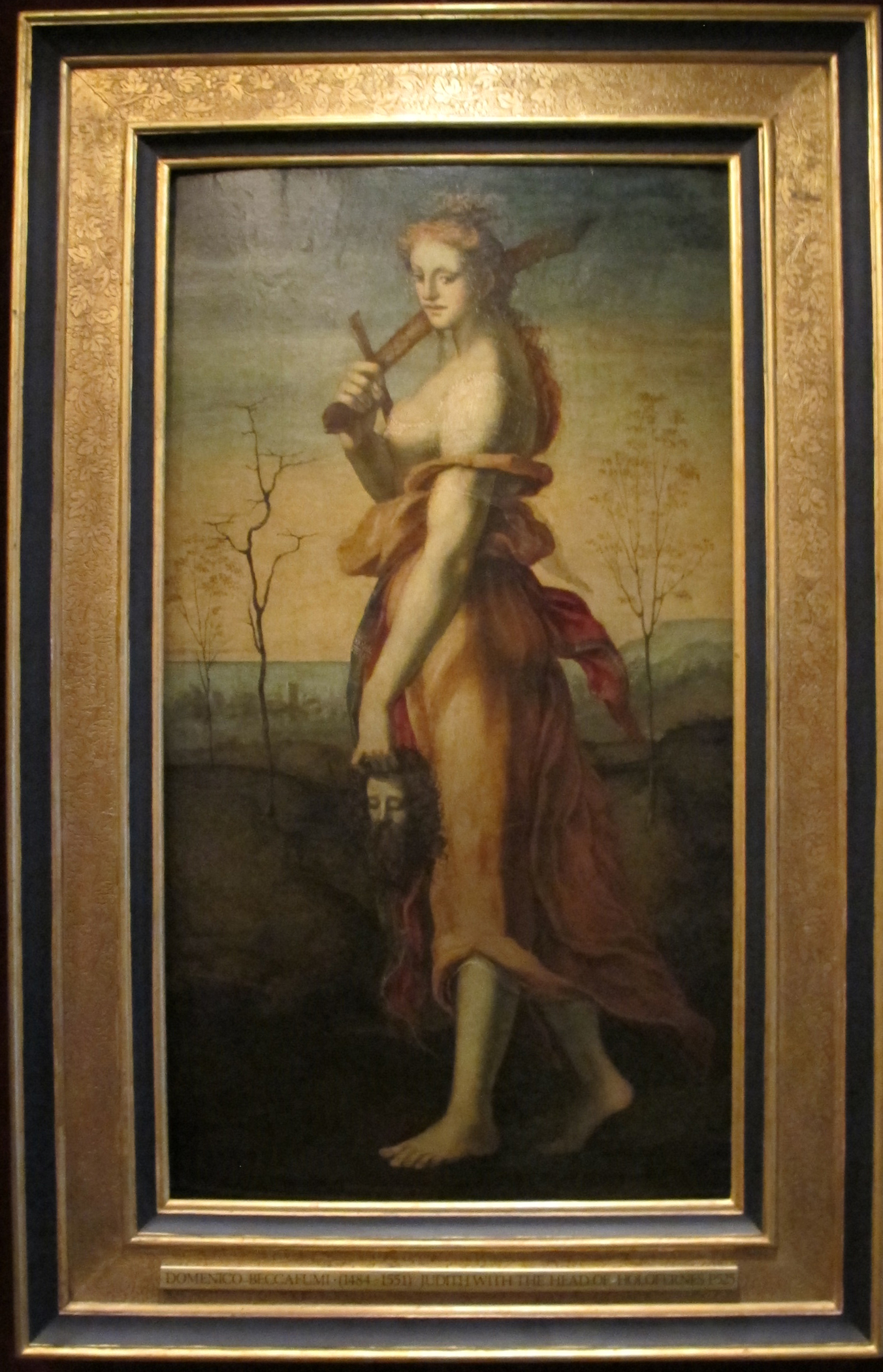
Giuditta con la testa di Oloferne, Wallace collection

Nel Novecento si rivaluta lentamente l'esperienza manierista; per il Dami, "il Beccafumi è la negazione di quella che potrebbe chiamarsi la tendenza architettonica della pittura....Niente di architettonico: cioè di costruito sopra una base certa e immutabile che impedisce deviazioni... Il modo di essere della sua visione non si manifesta sotto l'influsso di una direttiva principale... È vivido di movimenti bruschi in estensione e in profondità. La sua fantasia, quando è in atto e opera, manca di un principio e di un fine. Il diagramma della sua pittura non è una linea ma una serie di punti. E fatalmente egli è l'uomo del particolare. Compone un quadro secondo le modalità correnti, ma si svia dietro una spezzatura che gli piace, si delizia ad attenuare, fino a spegnerla, una demarcazione....".
Per Luisa Becherucci, "per il Beccafumi, l'opposizione classico/anticlassico ha avuto poco valore, poiché immediatamente l'adozione di moduli classicistici si subordinava alla sua personale concezione della luce. E di essa sola era fatale conseguenza il ritmico irrealismo delle forme, la costruzione spaziale senz'altra profondità di quella richiesta dall'effetto pittorico".
Secondo il Briganti, il Beccafumi è del tutto indipendente dal Rosso Fiorentino e dal Pontormo; vicino a loro "per l'estro bizzarro dell'invenzione e la particolare temperatura sentimentale del rapporto con le forme rinascimentali" se ne allontana in virtù delle "esperienze visive romane, in particolare il contatto con il connazionale Peruzzi e poi una sua interpretazione manieristica di certi modi raffaelleschi... una visione personale e, ciò che più conta, squisitamente toscana che si concreta in forme precise di stile fin dalle prime opere condotte dopo il ritorno in patria. Sì che ricordi compositivi di Fra' Bartolomeo e dell'Albertinelli ritornano ancora per tutto il secondo decennio, unita alla vena sottile e sconcertante sgorgata da antiche impressioni leonardesche, arricchiti ma non cancellati da deformazioni di pensieri raffaelleschi o di nuove clausole michelangiolesche, accompagnati sempre alla tempra vitale della cultura senese, rinvigorita dal Sodoma....".

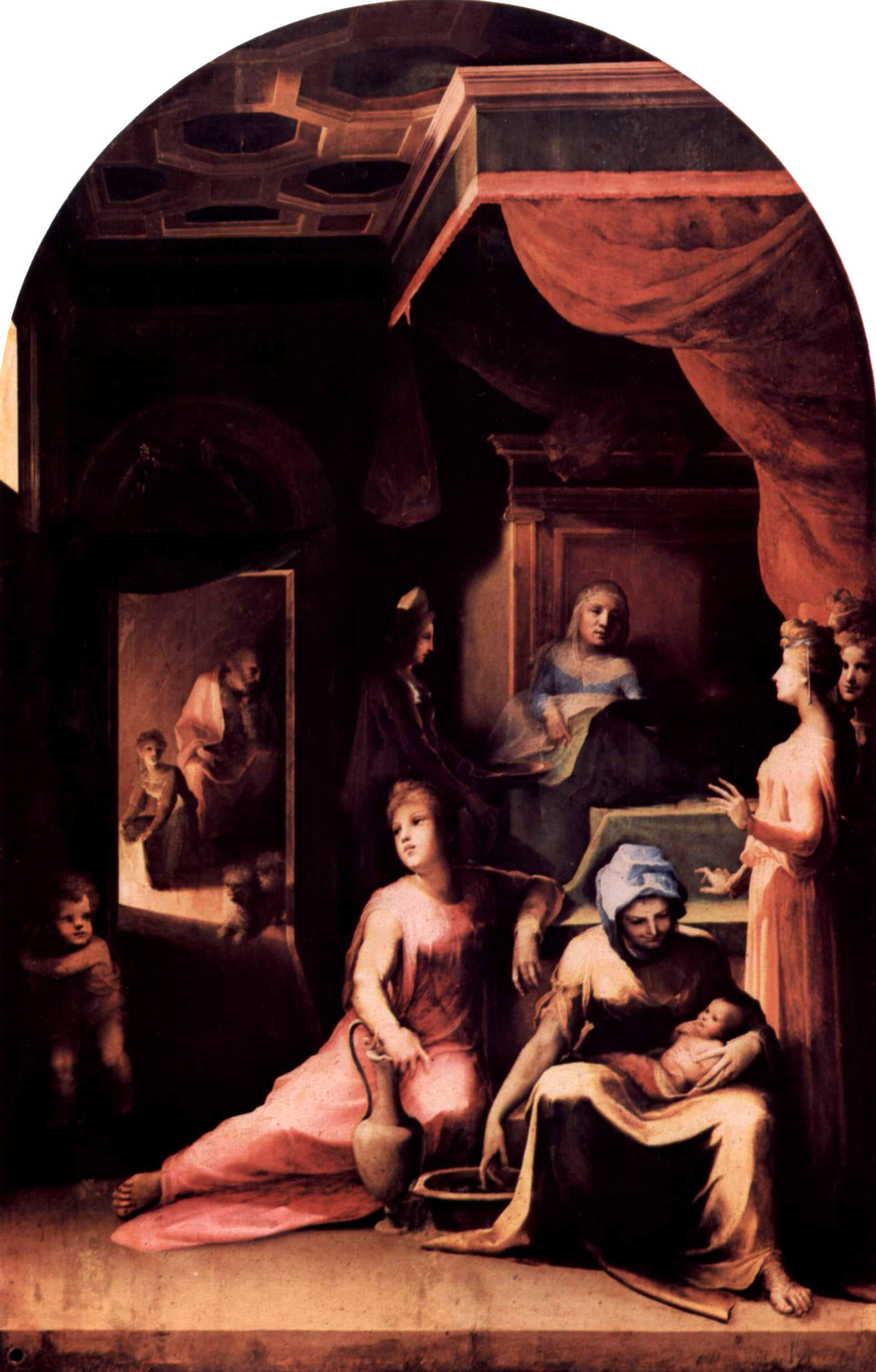
Natività della Vergine, 1540 - 1543, Siena, Pinacoteca Nazionale

"L'ammirata pala con la Nascita della Vergine della Pinacoteca di Siena, eseguita agli inizi del quinto decennio, sta a dimostrare, nella sapiente composizione ambientata in una stanza illuminata dall'alto con effetti di luce in certo senso anticipatori di future soluzioni, con quanta vitalità il Beccafumi riuscisse a esprimere le inquiete immagini della sua fantasia. Tale libertà fantastica compiutamente espressa fino ad allora solo nei quadri di piccole dimensioni....caratterizza tutte le ultime creazioni del pittore. Non decadenza, come spesso è stato suggerito, ma potente tentativo di sciogliere la compattezza dei volumi in vibrazioni di luce è l'aspetto che distingue l'estrema attività del maestro senese" (Sanminiatelli).
Per la Francini Ciaranfi il Beccafumi risolse "quella lotta antitetica ed aspra che avvenne nel Cinquecento fra la forma e la misura classica del pieno Rinascimento, in cui si sentiva raggiunto il colmo della perfezione, ma si aveva, insieme, coscienza di aver raggiunto con questo qualcosa di invalicabile, cui si sarebbe potuto dare nuova vita solo cambiandone i termini, in un linguaggio diverso, che era quello degli irriducibili effetti al limite di ogni realtà (Becherucci), e cioè del colore, della luce, della fantasia idealizzatrice, del ritmo fine a sé stesso. Nel Beccafumi tutti questi fermenti, questa anelata nuova via, sembrano ottenere subito o quasi subito una loro soluzione, come senza fatica, anzi con piena felicità, armonia, coerenza. Il colore e la luce elementi fra i più inafferrabili, egli li accorda e risolve con la poesia di una sua fantasia raffinata e sensibilissima... la realtà, la plasticità, superate, divengono per lui solo qualcosa di essenzialmente indicativo, risolte spesso nel simbolo, nell'allusivo, nel ritmo. Una luce cruda e diretta avrebbe tolto ovviamente quelle vaghe impersonalità; ma la luce deve e vuole essere per lui un potenziamento fantastico... un mezzo per conciliare il dissidio del tardo Rinascimento fra forma, luce e colore: e risolvere l'assoluta, umana, e sovrumana, armonia di Raffaello in un'animazione di vita irreale, di colore irreale, di luci irreali".

## Opere

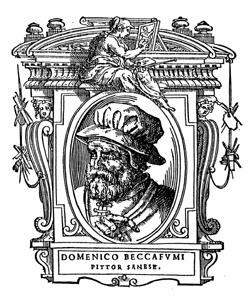
illustrazione dalle Vite del Vasari raffigurante Domenico Beccafumi

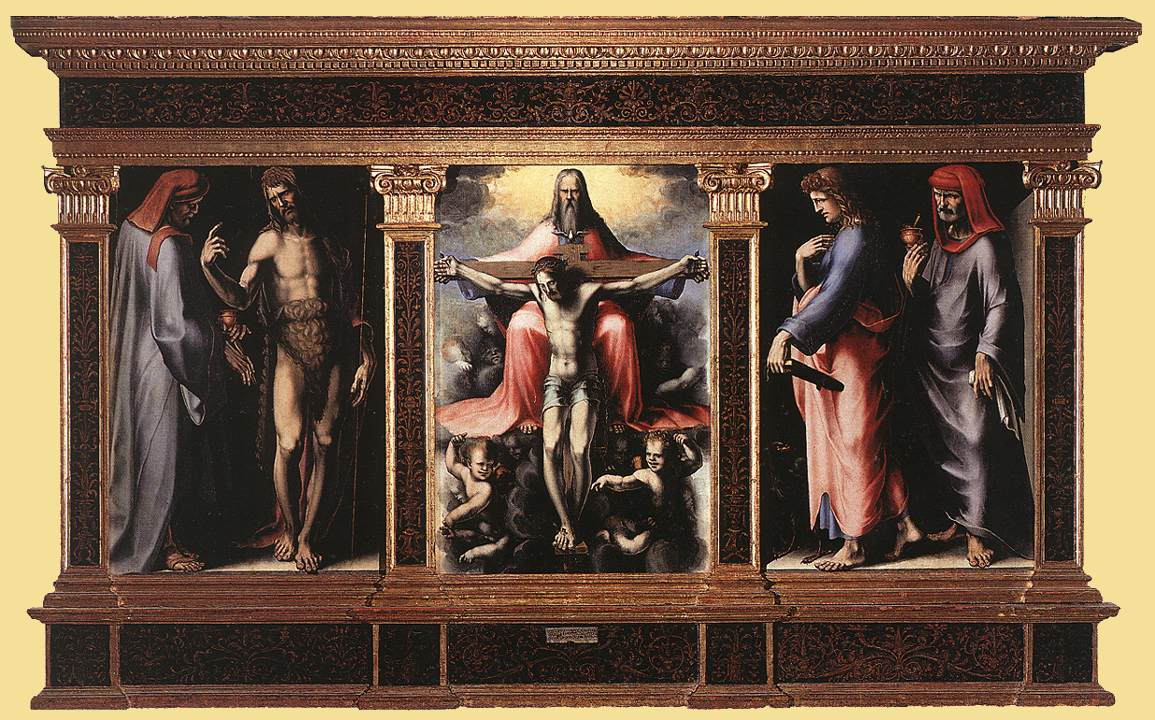
Trittico della Trinità, 1513, Siena, Pinacoteca Nazionale

Madonna col Bambino, angeli e santi, 1537, Siena, oratorio di San Bernardino

- Trittico della Trinità, 1513, Siena, Pinacoteca nazionale
- Incontro di Gioacchino e Anna alla Porta d'Oro, 1513, affresco, Siena, Complesso museale di Santa Maria della Scala
- Santa Caterina da Siena riceve le stimmate, 1513-1515, Los Angeles, Getty Museum
- Comunione miracolosa di santa Caterina da Siena, 1513-1515, Los Angeles, Getty Museum
- Ratto d'Europa (attr.), 1514 circa, Siena, collezione privata
- Sacra Famiglia (attr.), 1514 circa, Pesaro, Musei civici
- Sacra Famiglia con san Giovannino, 1514-1515 circa, Firenze, Uffizi
- Giuditta con la testa di Oloferne, 1514-1515 circa, Londra, Wallace Collection
- Santa Caterina da Siena riceve le stimmate tra i santi Benedetto e Girolamo, 1515 circa, Siena, Pinacoteca nazionale
- San Paolo in trono, 1515 circa, Siena, Museo dell'Opera del Duomo
- Madonna Bellanti, 1515 circa, Siena, Pinacoteca Nazionale
- Sacra Famiglia, 1517 circa, Henfield (Sussex), collezione privata
- Storie della Vergine (con Girolamo del Pacchia e il Sodoma, 1518 circa, Siena, Oratorio di San Bernardino
- Camera di Francesco di Camillo Petrucci, 1519
  - Culto di Vesta, Firenze, Casa Martelli
  - Lupercali, Firenze, Casa Martelli
  - Venere, Birmingham, Barber Institute di Fine Arts
  - Cornelia, Roma, Galleria Doria Pamphilj
  - Marzia, Londra, National Gallery
  - Tanaquil, Londra, National Gallery
- Penelope, 1519 circa, Venezia, Pinacoteca Manfrediniana
- Decorazioni del pavimento tratte da suoi cartoni, 1519-1524, Siena, Duomo
- Storia di Papirio, 1520 circa, Londra, National Gallery
- Madonna col Bambino e sant'Anna, 1520 circa, Siena, palazzo Chigi-Saracini
- Episodi della storia romana, 1520-1524 circa, Siena, palazzo Bindi Sergardi
- Marcia, 1520-1525 circa, Londra, National Gallery
- Tanaquilla, 1520-1525 circa, Londra, National Gallery
- Ercole al bivio, 1520-1525 circa, Firenze, Museo Bardini
- Deucalione e Pirra, 1520-1525 circa, Firenze, Museo Horne
- Ratto di Europa, 1520-1525 circa, Siena, collezione Guarini del Taja
- Matrimonio mistico di santa Caterina, 1521 circa, San Pietroburgo, Ermitage
- Santa Lucia, 1521, Siena, Pinacoteca Nazionale
- Sacra Famiglia con san Giovannino e l'agnellino tra serafini, 1521-1522 circa, Firenze, Galleria Palatina
- Sacra Famiglia con san Giovannino e l'agnellino, 1521-1522 circa, Monaco di Baviera, Alte Pinakothek
- Putti reggenti un tondo con l'ebbrezza di Noè, 1522-1523 circa, Firenze, Museo Horne
- Madonna col Bambino e i santi Giovannino e Gerolamo, 1523-1524 circa, Madrid, Museo Thyssen-Bornemisza
- San Michele scaccia gli angeli ribelli, 1524 circa, Siena, Pinacoteca Nazionale
- Natività, 1524 circa, Siena, chiesa di San Martino
- Sacra Famiglia con san Giovannino e un donatore, 1525 circa, Firenze, Museo Horne
- Sant'Ignazio d'Antiochia sventrato per ordine di Traiano, 1525-1527, Chicago, Art Institute
- Autoritratto, 1525-1530 circa, olio su carta incollata su tela, 32x24,5 cm, Firenze, Uffizi
- Continenza di Scipione, 1525-1530 circa, Lucca, Museo di palazzo Mansi
- Apparizione di san Michele a Castel Sant'Angelo di fronte a papa Gregorio Magno, 1526-1528 circa, Pittsburgh, Carnegie Museum of Art
- Miracolo di san Michele sul Gargano, 1526-1528 circa, Pittsburgh, Carnegie Museum of Art
- San Michele scaccia gli angeli ribelli, 1526-1535, Siena, chiesa di San Nicolò al Carmine
- Sposalizio mistico di santa Caterina da Siena, 1528, Siena, collezione Chigi-Lucarini-Saracini
- Battesimo di Cristo, 1528, Tulsa, Philbrook Museum of Art
- Visione di santa Caterina da Siena, 1528, Tulsa, Philbrook Museum of Art
- San Bernardino predica in piazza del Campo, 1528, Cambridge, Fitzwilliam Museum
- Affreschi della Sala del Concistoro, 1529-1535, Siena, Palazzo Pubblico
- Venere e Cupido con Vulcano (attr.), 1530 circa, New Orleans, New Orleans Museum of Art
- Discesa di Cristo al Limbo, 1530-1535, Siena, Pinacoteca Nazionale
- Cristo Portacroce, 1536 circa, Siena, Oratorio di San Bernardino
- Affreschi nell'abside, 1535-1544, Siena, Duomo
- San Francesco riceve le stigmate, 1537, Parigi, Louvre
- Cristo al Limbo, 1537 circa, Bratislava, Galleria nazionale slovacca
- Madonna e santi, 1537, Siena, oratorio di San Bernardino
- Mosè spezza le Tavole della Legge, 1538, Pisa, Duomo
- Castigo di Core, 1539, Pisa, Duomo
- San Giovanni evangelista, 1539, Pisa, Duomo
- San Luca, 1539, Pisa, Duomo
- San Marco, 1539, Pisa, Duomo
- San Matteo, 1539, Pisa, Duomo
- Incoronazione della Vergine, 1539 circa, Siena, Pinacoteca nazionale
- Madonna col Bambino e san Giovanni Battista, 1540 circa, Roma, Galleria nazionale d'arte antica
- Madonna col Bambino e san Giovannino, 1540 circa, Sarzana, Museo Diocesano
- Natività della Vergine, 1540-1543, Siena, Pinacoteca Nazionale
- San Cristoforo, 1540-1545, Siena, Istituto femminile Monna Agnese
- Madonna col Bambino e san Giovanni Battista, 1542 circa, Cardiff, National Gallery of Wales
- Natività, 1545-1550 circa, Allentown (Pennsylvania), Allentown Art Museum
- Stimmate di Santa Caterina, 1545 circa, Rotterdam, Museum Boijmans Van Beuningen
- Annunciazione, 1546 circa, Sarteano, chiesa di San Martino in Foro
- Sacra Famiglia con angeli, 1545-1550 circa, Washington, National Gallery of Art
- Madonna col Bambino, sant'Anna, santa Maria Maddalena e sant'Orsola, Chiesa e Convento di San Girolamo in Campansi, Siena